# Andonectes maximus
Andonectes maximus là một loài bọ cánh cứng trong họ Bọ nước. Loài này được Trémouilles miêu tả khoa học năm 2001.